# 7770 Сільян
7770 Сільян (7770 Siljan) — астероїд головного поясу, відкритий 2 березня 1992 року.
Тіссеранів параметр щодо Юпітера — 3,282.
Назва походить від назви кратерного озера Сільян, що знаходиться в шведській провінції Даларна. Кратер утворився 360 млн років тому і має діаметр близько 50 км. Площа озера становить 290 км², найбільша глибина 134 м, об'єм води близько 37 км³.